# Титло
Ти́тло (греч. τίτλος) — надстрочный диакритический знак в виде волнистой или зигзагообразной линии (◌҃), использующийся в греческой, латинской и кириллической графике для сокращения слов и обозначения числовых значений; в настоящее время сохраняется только в церковнославянском языке.

## Использование знака
Титло используется для сокращения ограниченного количества славянских корней. Вместо «Богъ», например, пишут «бг҃ъ» под титлом, вместо «глаголетъ» — «гл҃етъ». Примерно с XV века титло в большинстве орфографических школ стало нести особую семиотическую нагрузку: под ним стали писаться почти исключительно обозначения сакральных понятий, а те же слова, обозначающие низкие понятия — полностью (складом): например, языческий бог обозначался полным написанием «богъ» без титла, а христианский Бог — сокращённым «Бг҃ъ» (ср. употребление заглавной буквы в гражданском письме). Нередко, особенно в старопечатных текстах, встречается написание под титлом и слова «человек». При этом полное, без титла, написание слова характерно, например, для покаянных молитв в чине исповеди, где подчеркивается греховность кающегося. Таким образом, написание с титлом — знак сакральности понятия (применительно к человеку — знак особой любви Бога к человеку, значения человека в глазах Божиих), написание его же без титла резко изменяет смысл понятия на семиотически прямо противоположный.
Также титло стояло над кириллическими числительными.

Кириллическое числительное «один»
Кириллическое числительное «четыре»
Заменяющая титло лигатура «рцы» и «ук»[2]
Написание с использованием титла слова «Господь»

## Титло и вынос
В русской скорописи некоторые выносные (надстрочные) буквы своими начертаниями сами напоминали титло и часто писались без него. К числу особо распространённых выносных букв относится лежащая «рцы», которая сама имеет вид титла, поэтому над этой буквой титло не ставилось. В частности, это было характерно для денежных сумм, когда лежащая надстрочная «рцы», образуя буквосочетание (лигатуру) с буквой «ук», являлась сокращением слова «рубль».

## Классификация
В церковнославянском языке различают титло без выносных букв (простое) и с выносными буквами (буквенное):
- Титло простое — надстрочный знак в виде тильды, используется для сокращённого написания слов, а также для буквенного обозначения чисел.
- Титла буквенные (буквотитло) — общее название особым образом оформленных надстрочных букв, именуемые по этим буквам. Орфографически необходимы и наиболее употребительны «глаго́ль-ти́тло», «добро́-ти́тло», «о́н-ти́тло», «рцы́-ти́тло» и (самое частое) «сло́во-ти́тло»[5].

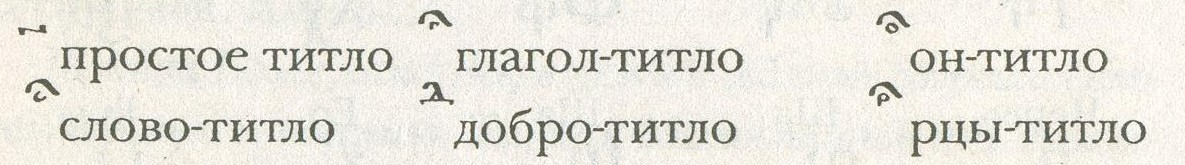
Простое и буквенные титла

Для ввода буквотитла надо последовательно ввести код буквотитла и код символа покрытия (U+0487, HTML-мнемоника &#1159;). Или ввести последовательность HTML-мнемоник, например, а&#11757;&#1159; даст аⷭ҇.